# Guilhermina de Azeredo
Maria Guilhermina de Aguiã de Azeredo (São Mamede de Infesta, 1894 — Porto, 1976) foi uma escritora e tradutora portuguesa do tempo do Estado Novo.

## Biografia
Filha do advogado Baltazar de Araújo Brito Rocha Aguiã, que se mudou para Benguela no início do século XX. Guilhermina mudou-se para Benguela em 1915, tendo regressado à metrópole em 1928, após doença do seu filho António.
Foi colaboradora de revistas na década de 1930, publicando contos e crónicas de temática educativa e social. Encontra-se colaboração da sua autoria na revista luso-brasileira Atlântico .
Como viveu à margem do circuito intelectual e literário, os seus livros foram publicados com grandes intervalos de tempo.

## Obras
- Feitiços: contos (1935);
- Brancos e negros: contos  (1956);
- O Mato (1972).
- Mulata (romance inacabado);
- Escravos do Calço (contos durienses) (coletânea não publicada).